# Shakespearefestival
Een Shakespearefestival is een terugkerend theaterfestival waarbij werken van William Shakespeare worden opgevoerd.
Het concept werd wellicht ontwikkeld door de Shakespeare Club of Stratford-upon-Avon, waar Frank Benson tussen 1886 en 1919 Shakespearefestivals organiseerde. Het fenomeen waaide in de 20e eeuw over naar Noord-Amerika, waar onder andere het Oregon Shakespearean Festival (opgericht in 1935), The Old Globe (1937) en het  Hofstra Shakespeare Festival (1950) stukken van Shakespeare begonnen op te voeren in theaters naar Elizabethaans ontwerp. Shakespearefestivals blijven populair in de Verenigde Staten.